# Ново-Парголовская колония

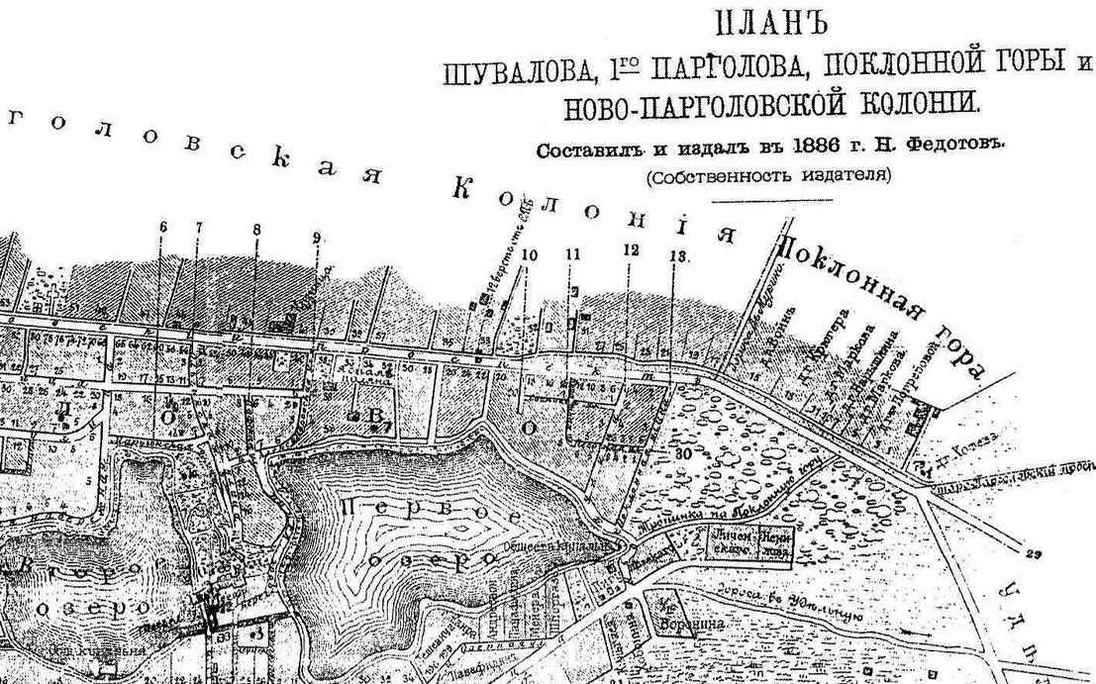
«План Шувалова, 1-го Парголова, Поклонной горы и Ново-Парголовской колонии»

Ново-Парголовская колония — исторический район на севере Санкт-Петербурга. Включён в черту города в 1963 году. Одна из многих немецких колоний на окраинах Санкт-Петербурга, была основана в 1868 году, участок для заселения был выкуплен у наследников рода графов Шуваловых. По другим сведениям колония была основана в 1865 году переселенцами из Ново-Саратовской колонии.
Район получил своё название от расположенного рядом 1-го Парголова.
Жители колонии специализировались на выращивании сельхозпродукции для нужд обитателей дач Озерков и Шувалова, торговля обычно велась на рынке в Шувалово (на площади около станции) и на маленьком базарчике в Озерках между вокзалом и Большой Озерной улицей, а также на рынке в 1-м Парголове около кольца трамвая — напротив Спасо-Парголовского храма.
В колонии в 1877 году была построена лютеранская кирха св. Марии Магдалины (перестроена в 1891 году по проекту архитектора К. В. Фортунатова), при ней возникло лютеранское кладбище. К северу от кладбища находился исток ручья Безымянного (левый приток реки Старожиловки, окончательно засыпан при строительстве домов 31 и 33 по Выборгскому шоссе в 1985-86 годах).
В начале XX века крайним домом колонии со стороны Старопарголовского шоссе (ныне пр. Мориса Тореза) была печально известная дача-усадьба тибетского целителя Джамсарана Бадмаева. Занятно, что после Октябрьской революции и практически до включения 1-го Парголова в городскую черту Ленинграда в этом здании размещалось Парголовское отделение милиции.
Кирха и примыкающее к ней небольшое кладбище продолжали функционировать до 1939 года, затем кирха была переоборудована в кинотеатр. Колония была ликвидирована в 1941 году, когда из неё было административно выслано около 250 человек. Судя по опубликованному Н. Федотовым в 1886 году «Плану Шувалова, 1-го Парголова, Поклонной горы и Ново-Парголовской колонии», на месте примыкавшего к церкви кладбища в настоящее время находится автостоянка для покупателей торгового комплекса «Лента», расположенного в доме № 11 по Выборгскому шоссе.
Территория входит в состав муниципального округа Шувалово-Озерки. До ликвидации в 1941 году населенный пункт относился к Пригородному, затем Парголовскому району Ленинградской области.